# Джеймс Берд Фіпс
Джеймс Берд Фіпс (англ. James Bird Phipps, 1934, Бірмінгем) — канадський ботанік, який багато працював над флорою Зімбабве, Малаві та Уганди, а також над вивченням роду глід (Cataegus). Доктор Фіппс був професором на кафедрі рослинництва Університету Онтаріо.

## Біографія
Дж. Б. Фіпс народився в Бірмінгемі, Англія, у 1934 році. Дід Фіпса по материнській лінії був комерційним вирощувачем троянд, який побудував величний будинок, оточений садами. Батьки Фіпса теж були талановитими садівниками, і вони заохочували свого сина облаштувати власну невелику ділянку в одному з далеких куточків їхньої ділянки в місті. Молодого Фіпса познайомили зі світом природи під час прогулянок сільською місцевістю разом зі своєю матір'ю. Серйозна пристрасть Фіпса до ботаніки почалася, коли він був підлітком на сімейних канікулах і подорожах до огороджених полів і крихітних лісистих місцевостей. 
Після майже 5 років у Родезії Фіпс вирушив ло Університету Західного Онтаріо, де написав докторську дисертацію про африканські трави, здобувши ступінь доктора філософії з ботаніки в 1969 р. і був прийнятий викладати. Він озирнувся в пошуках нового виклику і звернув увагу на рід Crataegus із приблизно 25 видами в Онтаріо. По-перше, цей рід був ще недостатньо вивчений, по-друге, часто було важко ідентифікувати види глоду.
За свою довгу кар'єру він опублікував понад 60 професійних статей про громади, системи розведення, екологію та ідентифікацію глоду. Він особисто відкрив і назвав двадцять сім нових видів Cataegus у Північній Америці. Ці публікації є частиною роботи з понад 120 статей і 64 наукових лекцій, величезна кількість досліджень, узагальнених у його чудово ілюстрованій праці «Hawthorns and medlars».

## Деякі публікації
- Phipps, J. B. Dendrogram topology // Systematic zoology. — 1971. — Вип. 20. — № 3. — С. 306–308.
- Phipps, J. B. Biogeographic, taxonomic, and cladistic relationships between East Asiatic and North American Crataegus // Annals of the Missouri Botanical Garden. — 1983. — С. 667–700.
- Robertson, K. R.; Phipps, J. B.; Rohrer, J. R.; Smith, P. G. A synopsis of genera in Maloideae (Rosaceae) // Systematic botany. — 1991. — С. 376–394.
- Phipps, J. B. Monograph of northern mexican Crataegus (Rosaceae, subfam. Maloideae). — BRIT Press, 1997. — 94 с.
- Phipps, J. B.; O'Kennon, R.; Lance, R. W. Hawthorns and medlars. — Timber Press, 2003. — 139 с. — ISBN 9780881925913.